# Nirschy Ott Gyula
Nirschy Ott Gyula (Parajd, 1894. szeptember 2. – Budapest, 1954. március 31.) festő, arcképfestő.

## Munkássága
Nevéhez fűződik az ún. pozitív eljárás, mely a hangjegymetszést kiszorítva új fejezetet nyitott a kottasokszorosítás történetében.
Sírja a Farkasréti temetőben található (708-74. fülke).

## Magánélete
Szülei: Nirschy Lipót és Burgermann Antónia voltak. 1919. december 23-án, Budapesten házasságot kötött Fejes Ida Margittal.